# Lehmziegel

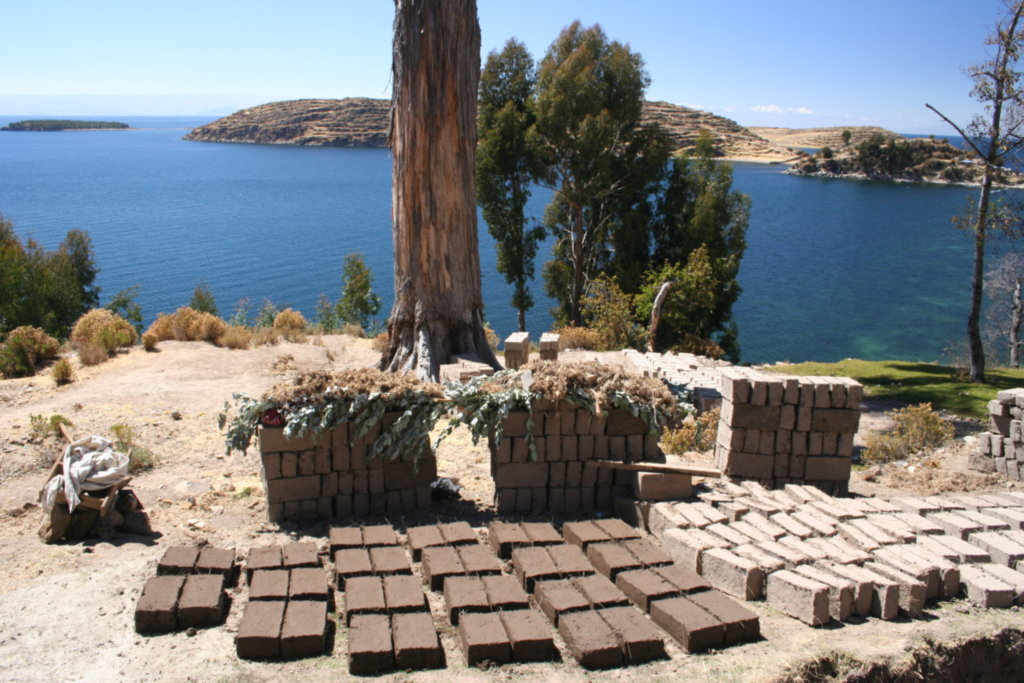
Lehmziegel trocknen in der Sonne auf der Isla del Sol, Titicacasee, Bolivien.

Ein Lehmziegel ist ein mit den Händen oder mit einer Verschalung geformter und luftgetrockneter Quader aus Lehm, der im Lehmbau benutzt wird. Fettem Lehm wird Sand beigemischt und manchmal werden faserhaltige Stoffe wie Stroh oder Tierkot von Pflanzenfressern wie Kamel, Rind und Pferd beigegeben. Pflanzenfasern verringern das Gewicht, verbessern die Wärmedämmung und geben Zugfestigkeit, so dass die Rissbildung während des Trocknens verringert wird. Bei starkem Regen weicht der Lehmziegel wieder auf, Lehmmauern müssen vor Dauernässe und Schlagregen geschützt sein. Durch Brennen wird ein Lehmziegel zum Backstein, Tonziegel oder Klinker.
In den USA wird oft der spanische Begriff für Lehmziegel, Adobe, verwendet, insbesondere auch, um die traditionelle Lehmarchitektur der indigenen Völker Amerikas zu beschreiben, die nach der Eroberung durch die Spanier von traditionelleren Varianten des Lehmbaus abwichen und die Verwendung von Lehmziegeln übernahmen.

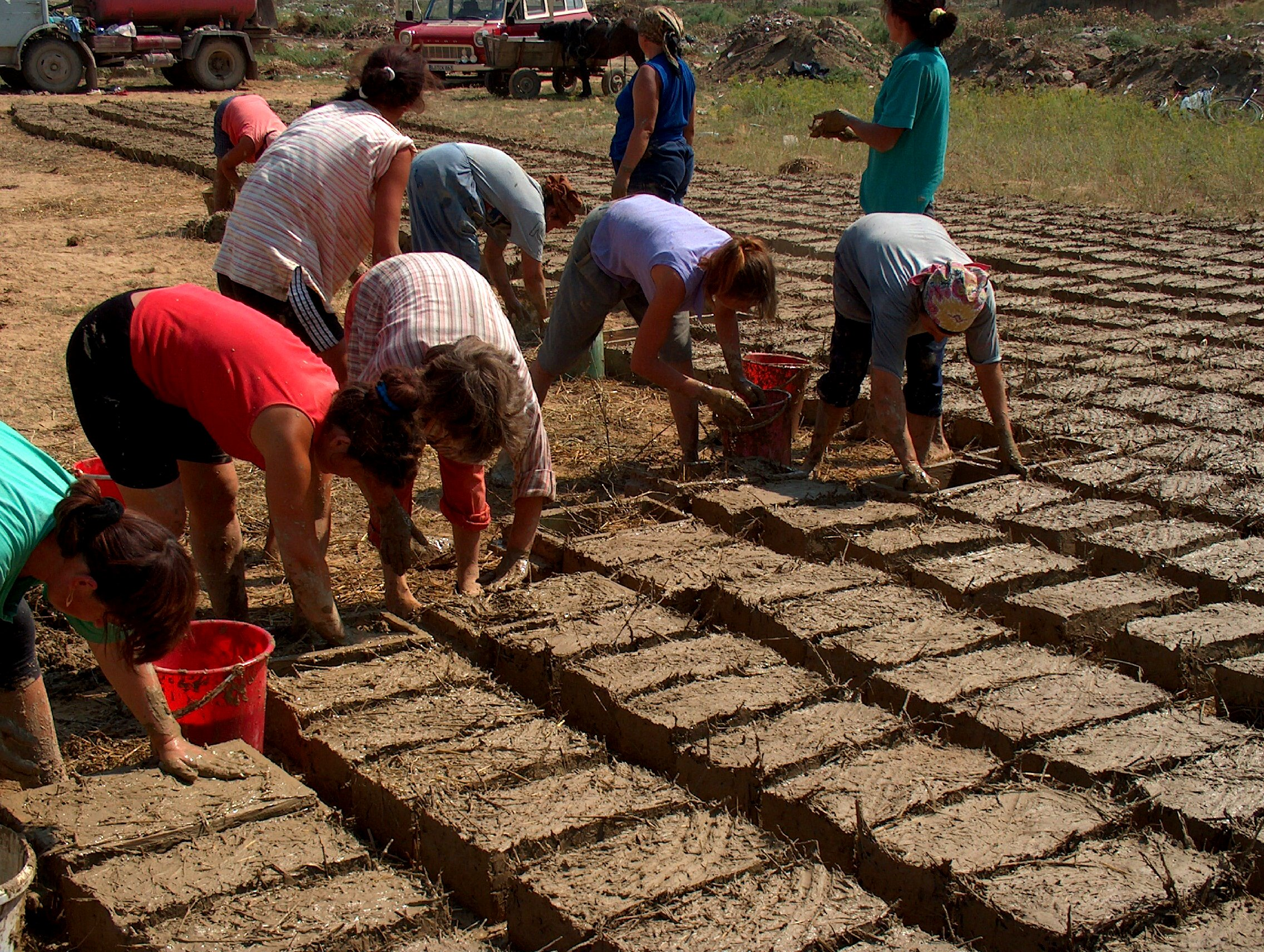
Herstellung von Lehmziegeln in Rumänien

## Geschichte der Lehmziegel
Die Verwendung von luftgetrockneten Lehmziegeln ist seit dem Neolithikum eine wichtige Kulturtechnik des Menschen. Die Methoden des Lehmbaus wurden je nach verfügbarer Materialmischung für die Ziegel und für Brennmaterial für die Brennöfen weiterentwickelt. Die Lehmziegel-Architektur ist vermutlich in mehreren Regionen der Welt unabhängig voneinander erfunden worden (Vorderer Orient, Mittelamerika, China, Afrika). 
Im Lehmbau werden neben der Lehmziegelbauweise auch Wände aus Stampflehm, Weller, Lehmbroten sowie Lehmfachwerk hergestellt.

## Adobe
Im englischsprachigen Raum werden Bauweisen mit ungebrannten Ziegeln häufig mit dem spanischen Begriff Adobe bezeichnet, der sich über das Arabische aus koptisch „tôbe“ = Ziegel herleitet. Verbreitung fand der Begriff durch spanische Beschreibungen der präkolumbischen Bauten in Mittel- und Südamerika. Die Sonnenpyramide in Teotihuacán, die Huaca del Sol und die Huaca Larga in Peru gelten als die weltweit größten Adobe-Bauwerke.

## Herstellung

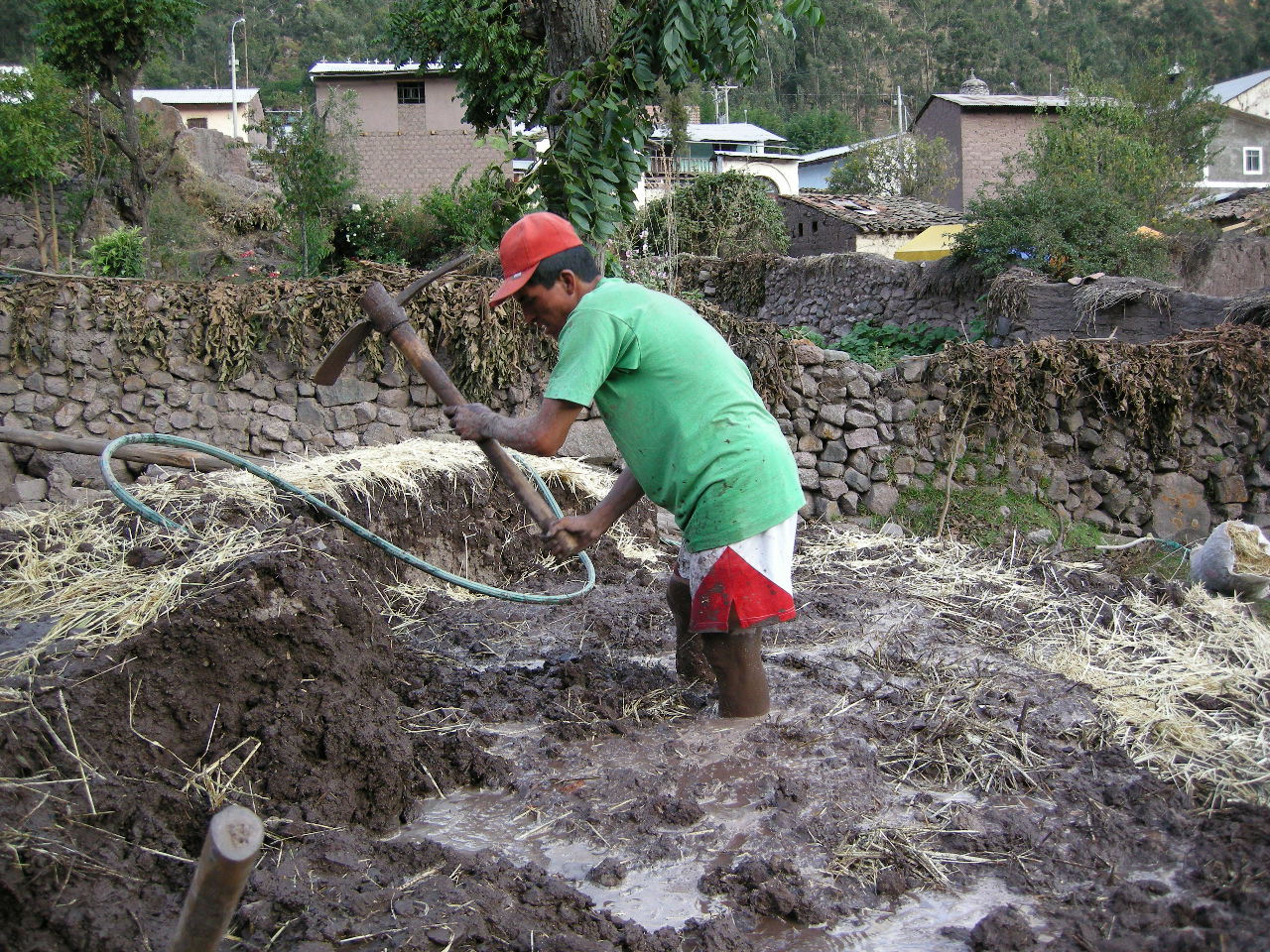
Mischung der Grundstoffe in Huancavélica, Peru

Zur Herstellung der Luftziegel (Grünlinge) wird Lehm verwendet, der meist mit Sand, pflanzlichen Fasern oder anderen Füllstoffen gemagert wird. Zu viel Sand vermindert die Tragfähigkeit der Ziegel, zu viel Lehm lässt sie rissig werden. Auch die Zugabe von trockenem oder eingeweichtem Stroh (wie in Ägypten üblich) muss wohlbemessen sein. Die sorgfältig durchgeknetete, zähflüssige Lehmmischung wird traditionell in rechteckige Holz-, heute häufig auch in Metallformen gepresst. Sobald die Masse sich gefestigt hat, wird der Rahmen der Form entfernt. Zur Trocknung werden Ziegel mit hohem Lehmgehalt meist im Schatten gelagert, da eine zu schnelle Wasserverdunstung Risse verursachen kann. In Teilen Lateinamerikas sowie in Mesopotamien werden die Rohlinge zum Trocknen jedoch auch direkter Sonnenstrahlung ausgesetzt.

## Eigenschaften
Lehmziegel sind empfindlich gegenüber aufsteigendem und ablaufendem Wasser sowie starker Durchfeuchtung, nicht jedoch gegenüber erhöhter Luftfeuchtigkeit. Durch die gute Feuchte- und Wärmespeicherung bieten sie in trockenen, heißen Regionen wie in Ägypten, Iran, Jemen oder Bolivien trotz der mittelmäßigen Wärmedämmung Vorteile gegenüber vielen anderen Baumaterialien, indem sie ausgleichend auf die Temperatur und die Luftfeuchtigkeit im Gebäudeinneren wirken. 
Während des Tages heizen sich die Ziegel auf und geben die gespeicherte Wärme nachts langsam an die Umgebung ab. Dadurch bleibt ein aus Lehmziegeln errichtetes Gebäude tagsüber kühl und nachts warm. In Gebieten mit starker Sonneneinstrahlung werden die Wände auf der Sonnenseite mit einer größeren Wandstärke ausgeführt, um möglichst viel Wärmeenergie puffern zu können. 
Um in nördlichen Breiten Heizkosten einzusparen, ist die Erwärmung der Wände erwünscht. Zur Verstärkung der Wärmespeicherung werden der Sonne ausgesetzte Wände zu diesem Zweck mit Glas oder transluzenten Dämmstoffen bekleidet, um die eindringende Wärme im Bauteil zu halten. Wie beim Treibhauseffekt wird die kurzwellige Lichtstrahlung durchgelassen, die langwellige Wärmeabstrahlung nach außen aber behindert.

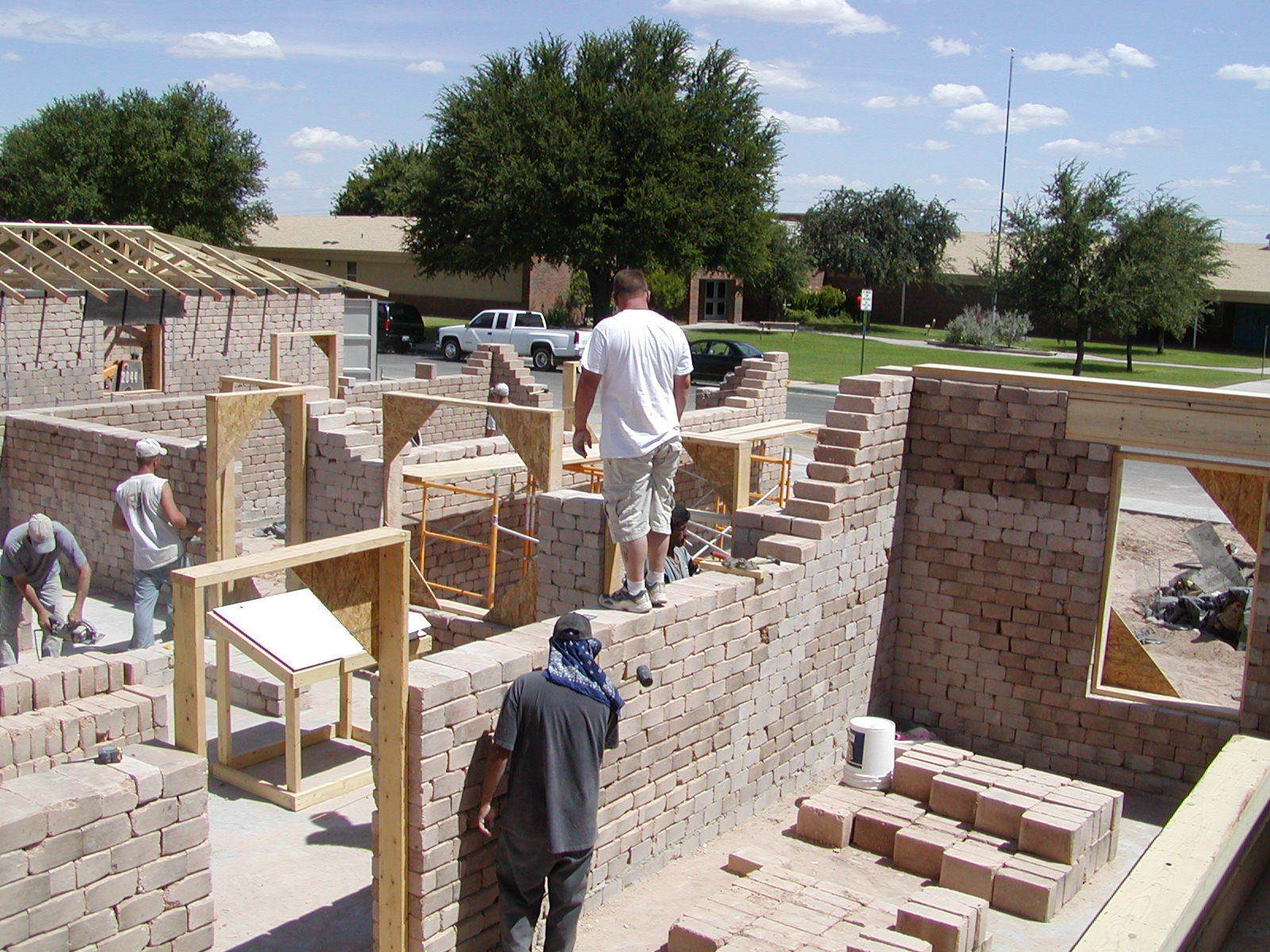
In Texas werden Wohnhäuser aus gepressten Lehmziegeln errichtet, 2006.

## Gepresste Lehmziegel – CEB
In Südamerika wurden ab den 1950er Jahren und in den USA vermehrt ab 1980 mechanische Pressen eingesetzt, um Lehmziegel mit verbesserter Tragfähigkeit effizient herstellen zu können.
Die maschinell gepressten Ziegel werden als compressed earth block (CEB) bezeichnet.
Ziegel, denen zur Stabilisierung Zement oder andere Bindemittel beigefügt werden, werden als compressed stabilized earth block (CSEB) oder stabilized earth block (SEB) bezeichnet. 
Typischerweise werden die Ziegel bei der Herstellung einem Druck von rund 20 MPa ausgesetzt, wodurch sich das Volumen der eingefüllten Masse auf etwa die Hälfte reduziert. Dies entspricht 200 bar bzw. 20 N/mm2.
Nach dem amerikanischen ASTM D1633-00 Standard soll ein CEB nach der Trocknung und anschließender vierstündiger Lagerung unter Wasser einem Prüfdruck von 2 N/mm2 standhalten.

## Wiederverwendung
Lehmziegel können vollständig wiederverwertet werden. Mörtel und Putzreste aus Lehm lassen sich meist einfach abtrennen. Ganze und halbe Steine können sofort wieder vermauert werden. Zerbrochene Steine werden mit Wasser eingeweicht und zu Mauermörtel, Putz oder neuen Lehmsteinen weiterverarbeitet.

## Regelwerke
Den Lehmstein definierte bis 1973 die Vornorm DIN 18951 als Oberbegriff für Lehmquader, Lehmbatzen und Grünlinge. Lehmquader werden aus erdfeuchtem, magerem (silikatarmem) Lehm hergestellt. Die DIN sieht Formen mit den Abmessungen 365 × 230 × 110 mm vor, in die der Lehm gestampft und dann luftgetrocknet wird. Auf Grund des hohen Gewichtes von etwa 20 Kilogramm sind diese Lehmsteine schwer zu vermauern. Lehmbatzen werden aus einer feuchten, mittelfetten Lehmmischung hergestellt, der faserige Zuschlagstoffe beigefügt werden. Die Lehmbatzen werden dann in die Holzform eingeworfen. 
Grünlinge werden aus fettem, also stark tonhaltigem Lehm (auch als blauer Lehm bezeichnet), industriell hergestellt. Als Grünlinge werden auch die ungebrannten Mauerziegel im Ziegelwerk bezeichnet, die ebenso wie Lehmsteine hauptsächlich aus Ton und Sand bestehen.